# Cúp Florida 2016
Cúp Florida 2016 là giải đấu giao hữu diễn ra ở Mỹ. Đây là mùa giải thứ hai của giải đấu, bao gồm các đội bóng đến từ Brasil, Colombia, Ukraina, Đức và Hoa Kỳ. Atlético Mineiro lần đầu tiên giành chức vô địch.

## Đội bóng
| Quốc gia | Đội bóng                 | Vị trí          | Liên đoàn | Giải đấu                              |
| -------- | ------------------------ | --------------- | --------- | ------------------------------------- |
| Đức      | Schalke 04               | Gelsenkirchen   | UEFA      | Bundesliga                            |
| Đức      | Bayer Leverkusen         | Leverkusen      | UEFA      | Bundesliga                            |
| Ukraina  | Shakhtar Donetsk         | Donetsk         | UEFA      | Giải bóng đá vô địch quốc gia Ukraina |
| Brazil   | Corinthians              | São Paulo       | CONMEBOL  | Campeonato Brasileiro Série A         |
| Brazil   | Fluminense               | Rio de Janeiro  | CONMEBOL  | Campeonato Brasileiro Série A         |
| Brazil   | Atlético Mineiro         | Belo Horizonte  | CONMEBOL  | Campeonato Brasileiro Série A         |
| Brazil   | Internacional            | Porto Alegre    | CONMEBOL  | Campeonato Brasileiro Série A         |
| Colombia | Santa Fe                 | Bogotá          | CONMEBOL  | Liga Águila                           |
| Mỹ       | Fort Lauderdale Strikers | Fort Lauderdale | CONCACAF  | North American Soccer League          |

## Địa điểm
| Orlando                                        | Fort Lauderdale                              | Boca Raton                                  |
| ---------------------------------------------- | -------------------------------------------- | ------------------------------------------- |
| ESPN Wide World of Sports Complex              | Lockhart Stadium                             | FAU Stadium                                 |
| 28°20′13,5″B 81°33′21,6″T / 28,33333°B 81,55°T | 26°11′35″B 80°9′40″T / 26,19306°B 80,16111°T | 26°22′31″B 80°6′1″T / 26,37528°B 80,10028°T |
| Sức chứa: 9.500                                | Sức chứa: 20.450                             | Sức chứa: 29.419                            |
|                                                |                                              |                                             |

## Trận đấu
| Bayer Leverkusen | 1–0    | Santa Fe |
| ---------------- | ------ | -------- |
| Kießling 87'     | Report |          |

| Fort Lauderdale Strikers | 0–2    | Schalke 04              |
| ------------------------ | ------ | ----------------------- |
|                          | Report | Di Santo 29' · Sané 57' |

| Schalke 04 | 0–3    | Atlético Mineiro                                   |
| ---------- | ------ | -------------------------------------------------- |
|            | Report | Leonardo Silva 8' · Patric 81' · Lucas Cândido 83' |

| Internacional                                    | 3–3    | Bayer Leverkusen                               |
| ------------------------------------------------ | ------ | ---------------------------------------------- |
| Sasha 1' · D'Alessandro 6' (ph.đ.) · Andrigo 62' | Report | Hernández 40' (ph.đ.), 45+1' · Alan 79' (l.n.) |

| Shakhtar Donetsk | 1–1    | Fluminense      |
| ---------------- | ------ | --------------- |
| Ferreyra 48'     | Report | Magno Alves 82' |

| Atlético Mineiro | 1–0    | Corinthians |
| ---------------- | ------ | ----------- |
| Hyuri 57'        | Report |             |

| Santa Fe                        | 2–1    | Fort Lauderdale Strikers |
| ------------------------------- | ------ | ------------------------ |
| Zapata 3' (ph.đ.) · Balanta 33' | Report | PC 80'                   |

| Corinthians                  | 3–2    | Shakhtar Donetsk           |
| ---------------------------- | ------ | -------------------------- |
| Danilo 12' · Romero 35', 43' | Report | 22' Taison · 80' Kovalenko |

| Fluminense | 0–1    | Internacional |
| ---------- | ------ | ------------- |
|            | Report | 37' Sasha     |

## Bảng xếp hạng
| Pos. | Đội bóng                 | St | T | H | B | BT | BB | HS | Đ |
| ---- | ------------------------ | -- | - | - | - | -- | -- | -- | - |
| 1    | Atlético Mineiro         | 2  | 2 | 0 | 0 | 4  | 0  | +4 | 6 |
| 2    | Bayer Leverkusen         | 2  | 1 | 1 | 0 | 4  | 3  | +1 | 4 |
| 3    | Internacional            | 2  | 1 | 1 | 0 | 4  | 3  | +1 | 4 |
| 4    | Corinthians              | 2  | 1 | 0 | 1 | 3  | 3  | 0  | 3 |
| 5    | Santa Fe                 | 2  | 1 | 0 | 1 | 2  | 2  | 0  | 3 |
| 6    | Schalke 04               | 2  | 1 | 0 | 1 | 2  | 3  | −1 | 3 |
| 7    | Shakhtar Donetsk         | 2  | 0 | 1 | 1 | 3  | 4  | −1 | 1 |
| 8    | Fluminense               | 2  | 0 | 1 | 1 | 1  | 2  | −1 | 1 |
| 9    | Fort Lauderdale Strikers | 2  | 0 | 0 | 2 | 1  | 4  | −3 | 0 |

## Phát sóng
Giải đấu được phát sóng ở 144 quốc gia.
| Quốc gia           | Đài phát sóng                                                                                |
| ------------------ | -------------------------------------------------------------------------------------------- |
| Sub-Saharan Africa | StarSat                                                                                      |
| Bản mẫu:Lá cờu     | Rede Globo (only Shakhtar Donetsk vs. Fluminense và Atlético Mineiro vs. Corinthians) SporTV |
| Bản mẫu:Lá cờu     | RCN Televisión Win Sports                                                                    |
| Bản mẫu:Lá cờu     | Eurosport                                                                                    |
| Bản mẫu:Lá cờu     | Fox Sports                                                                                   |
| Bản mẫu:Lá cờu     | ESPN Deportes                                                                                |